# Myxobolus stomum
Myxobolus stomum is een microscopische parasiet uit de familie Myxobolidae. Myxobolus stomum werd in 2003 beschreven door Ali, Abdel-Baki, Sakran, Entzeroth & Abdel-Ghaffar. 